# Juan García Rodríguez
Juan de la Caridad García Rodríguez (Camagüey, 11 de julho de 1948) é um cardeal católico cubano, atual arcebispo de Havana.

## Biografia
Ainda adolescente, entrou no Seminário San Basilio Magno de El Cobre. Durante um ano frequentou o Seminário El Buen Pastor em Havana; e depois completou os estudos teológicos no Seminário San Carlos y San Ambrosio, também em Havana. Ele foi membro do primeiro grupo de padres cubanos a serem formados inteiramente em Cuba.
Sua ordenação presbiteral foi no dia 25 de janeiro de 1972, na igreja paroquial de Morón, Nuestra Señora de la Candelaria, da diocese de Ciego de Avila, por Adolfo Rodríguez Herrera, bispo de Camagüey. Apesar dos freios do regime castrista que proibiam os padres de pregar fora dos muros das igrejas, o padre Juanito - como era conhecido - passava de casa em casa nas aldeias para distribuir folhetos escritos sempre com o objetivo de reafirmar princípios cristãos. Ele trabalhou para estabelecer ministérios nas prisões no final dos anos 1980, depois que o governo deu permissão aos agentes pastorais católicos para visitar os presos.
Foi nomeado pelo Papa João Paulo II como bispo-auxiliar de Camagüey em 15 de março de 1997, recebendo a consagração como bispo-titular de Gummi de Proconsular em 7 de junho, na Igreja de Nuestra Señora de la Merced, em Camagüey, por Adolfo Rodríguez Herrera, bispo de Camagüey, coadjuvado por Mario Eusebio Mestril Vega, bispo de Ciego de Ávila, e por Emilio Aranguren Echeverría, bispo de Cienfuegos. Foi promovido à arcebispo metropolitano de Camagüey em 10 de junho de 2002. Ao longo de seus quatorze anos como responsável pela Igreja de Camagüey, realizou diversas obras iniciadas por seu antecessor, como a operação do Seminário San Agustín para receber jovens com vocação sacerdotal e assisti-los nos primeiros anos de formação; a de uma pequena quinta que sustentava o autoconsumo da Casa Diocesana ou a sala de jantar ao serviço dos necessitados.
Em 2007 participou, na qualidade de presidente da Conferência Episcopal de Cuba, da Conferência de Aparecida. Foi transferido para a Sé Metropolitana de San Cristóbal de La Habana em 26 de abril de 2016, fazendo sua entrada solene em 22 de maio.
Em 1 de setembro de 2019, o Papa Francisco anunciou que o criaria cardeal no Consistório de 5 de outubro, em que recebeu o barrete vermelho, o anel cardinalício e o título de cardeal-presbítero de Santos Áquila e Priscila. Em 21 de fevereiro de 2020, o Papa o nomeou membro da Congregação para o Clero e em 20 de abril, o nomeou membro da Pontifícia Comissão para a América Latina.